# Band of Horses

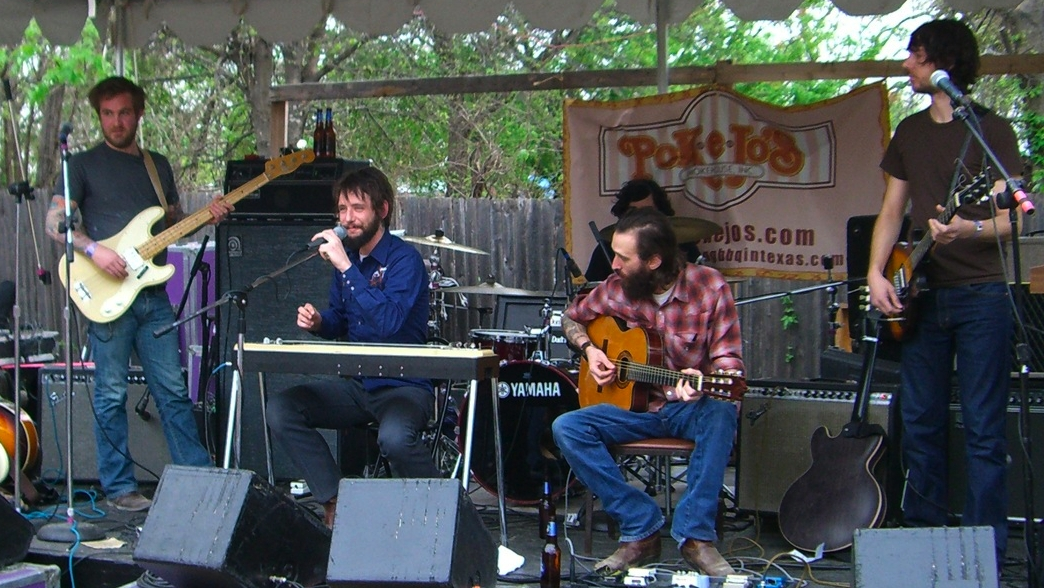
Band of Horses (2006)

Band of Horses – amerykański zespół indie-rockowy, który powstał w 2004 w Seattle. Zespół został założony przez multiinstrumentalistów – Bena Bridwella (gitara, wokal) i Matthew Brooke’a (gitara) na gruzach zespołu Carissa’s Wired.
Grupa Band of Horses zwróciła na siebie uwagę wytwórni Sub Pop podczas imprezy Iron & Wine w Seattle. Sub Pop najpierw wznowiła ich EP-kę („Band of Horses”), a wiosną 2006 wydała pierwszy album zespołu, zatytułowany „Everything All the Time”. W lipcu tego samego roku Brooke odszedł z zespołu.
Piosenka „The Funeral” została użyta w grze „Skate” na konsolach Xbox 360 oraz PlayStation 3, w filmie Małgorzaty Szumowskiej W imię..., w serialu Jak poznałem waszą matkę w odcinku 1 „Farhampton” w 8 sezonie, w odcinku 15 ‘Revelations’ 2 sezonu serialu Zabójcze umysły, w odcinku 11 ‘Breaking Point’ 4 sezonu serialu Wzór oraz w filmie windsurfingowym „Minds Wide Open”.

## Dyskografia

### Albumy
| 2006                                                | Everything All the Time - Wydany: 21 marca 2006 - Wytwórnia: Sub Pop | –  | 199 |
| 2007                                                | Cease to Begin - Wydany: 9 października 2007 - Wytwórnia: Sub Pop    | 35 | 149 |
| 2010                                                | Infinite Arms - Wydany: 18 maja 2010 - Wytwórnia: Columbia           | 7  | 21  |
| 2012                                                | Mirage Rock - Wydany: 18 września 2012 - Wytwórnia:                  | –  | –   |
| 2016                                                | Why Are You OK - Wydany: 10 czerwca 2016 - Wytwórnia:                | 19 | 37  |
| 2022                                                | Things Are Great - Wydany: 21 stycznia 2022 - Wytwórnia:             |    |     |
| „–” oznacza, że nie pojawił się na liście przebojów |                                                                      |    |     |

### Single
| 2006                                                | „The Funeral”             | – | –  | –  | Everything All the Time |
| 2006                                                | „The Great Salt Lake”     | – | –  | –  | Everything All the Time |
| 2007                                                | „Is There A Ghost”        | – | 34 | –  | Cease to Begin          |
| 2007                                                | „No One’s Gonna Love You” | – | –  | –  | Cease to Begin          |
| 2010                                                | „Compliments”             | – | –  | –  | Infinite Arms           |
| 2010                                                | „Laredo”                  | – | 34 | 50 | Infinite Arms           |
| 2012                                                | „Knock Knock”             | – | –  | –  | Mirage Rock             |
| „–” oznacza, że nie pojawił się na liście przebojów |                           |   |    |    |                         |